# Wybory do Konstytuanty w Indonezji 1955
Wybory do Konstytuanty w Indonezji odbyły się 15 grudnia 1955 roku. Tymczasowa konstytucja Republiki Indonezji z 1950 roku przewidywała utworzenie zgromadzenia ustawodawczego, którego celem miało być ustanowienie oraz zatwierdzenie nowej ustawy zasadniczej.

## Wyniki
| Partia                                         | Ilość głosów | %     |
| ---------------------------------------------- | ------------ | ----- |
| Indonezyjska Partia Narodowa                   | 9 070 218    | 23,97 |
| Masyumi                                        | 7 789 619    | 20,59 |
| Nahdatul Ulama                                 | 6 989 333    | 18,47 |
| Komunistyczna Partia Indonezji                 | 6 232 512    | 16,47 |
| Partia Islamskie Stowarzyszenie Indonezji      | 1 059 922    | 2,80  |
| Indonezyjska Partia Chrześcijańska             | 988 810      | 2,61  |
| Partia Katolicka                               | 748 591      | 1,99  |
| Socjalistyczna Partia Indonezji                | 695 932      | 1,84  |
| Liga Zwolenników Indonezyjskiej Niepodległości | 544 803      | 1,44  |
| Islamskie Stowarzyszenie Edukacyjne            | 465 359      | 1,23  |
| Partia Pracy                                   | 332 047      | 0,88  |
| Partia Murba                                   | 248 633      | 0,66  |
| Narodowa Partia Ludowa                         | 220 652      | 0,58  |
| Stowarzyszenie Indonezyjskiej Policji          | 179 346      | 0,47  |
| Dayak                                          | 169 222      | 0,45  |
| Permai                                         | 164 386      | 0,43  |
| Inne ugrupowania                               | 1 937 720    | 5,12  |
| Łącznie                                        | 37 837 105   | 100   |
| Źródło: Indonezyjska Komisja Wyborcza          |              |       |